# 市川新之助

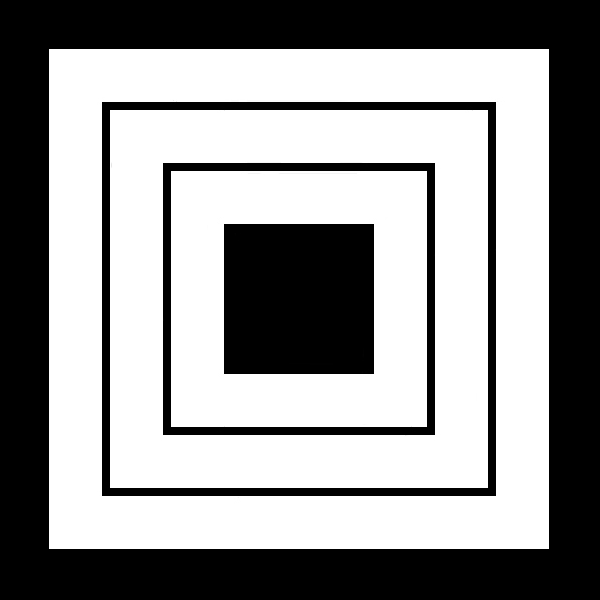
三升

市川 新之助（いちかわ しんのすけ）は、歌舞伎役者の名跡。七代目市川團十郎の初名に由来する。屋号は成田屋。 定紋は三升。

## 市川新之助代々
- 初代 市川新之助
  - 五代目市川團十郎の孫、六代目市川團十郎の養子、1791–1859。
  - 初代市川新之助 → 市川ゑび蔵 → 七代目市川團十郎 → 五代目市川海老蔵

- 二代目 市川新之助
  - 初代の長男、1823–54。大坂で自殺。
  - 二代目市川新之助 → 六代目市川海老蔵 → 八代目市川團十郎

- 三代目 市川新之助
  - 初代の三男、1833–74。
  - 三代目市川新之助 → 七代目市川高麗蔵 → 初代市川新升 → 市川白猿 → 七代目市川海老蔵

- 四代目 市川新之助
  - 初代の七男、1845–86。
  - 市川あかん平 → 市川壽蔵 → 四代目市川新之助 → 二代目市川猿蔵 → 八代目市川海老蔵

- 五代目 市川新之助
  - 五代目市川小團次の門人。九代目市川團十郎の婿、1885–1956。
  - 市川桃丸 → 市川小若 → 二代目市川小文次 → 五代目市川新之助

- 六代目 市川新之助
  - 十一代目市川團十郎の長男。1946–2013。
  - 市川夏雄 → 六代目市川新之助 → 十代目市川海老蔵 → 十二代目市川團十郎

- 七代目 市川新之助
  - 六代目新之助の長男。1977–。
  - 七代目市川新之助 → 十一代目市川海老蔵 → 十三代目市川團十郎

- 八代目 市川新之助
  - 七代目の長男。2013-。当代。
  - 八代目市川新之助

## 市川新之助代外
- （三代目 市川新之助 ＝ 六代目 市川高麗蔵）
  - 初代の次男、生没年不詳（19世紀の人物）。初代の長男・二代目新之助が六代目海老蔵を襲名したのにともない、次男が三代目として「新之助」の名跡を襲った。しかし彼は間もなく六代目高麗蔵を襲名したため、「新之助」はさらに三男によって襲名された。この次男はたしかに「新之助」を襲名したが、それを名乗ったのはごく短い期間で、しかも間もなく疱瘡で片目を失い役者廃業という不本意な結果となったことから、やがて彼のことは新之助代々に数えないようになった。
  - 三代目市川新之助→ 六代目市川高麗蔵 →（役者廃業後）堀越重兵衛

- （六代目 市川新之助 ＝ 八代目 片岡仁左衛門）
  - 初代の養子、1810–63。初代の門人からその養子となり新之助を襲名するが、のち離縁されて二代目嵐璃寛の門人に。その後こんどは七代目片岡仁左衛門の門人からその養子となり、最終的に「仁左衛門」の大名跡を襲名するに至った。この養子もたしかに「新之助」を六代目として名乗ったが、離縁された後に他門で大成した経緯もあることから、やがて彼のことも新之助代々には数えないようになった。
  - 六代目市川新之助 → 三升岩五郎 → 嵐橘次郎 → 初代片岡我當 → 二代目片岡我童 → 八代目片岡仁左衛門